# Стефанос II Гаттас
Стефанос II Гаттас (16 января 1920, Шейх Зен-эль-Дин, Египет — 20 января 2009, Каир, Египет) — египетский кардинал, лазарист. Епископ Луксора с 8 мая 1967 по 9 июня 1986. Патриарх Коптской католической церкви с 9 июня 1986 по 27 марта 2006. Кардинал-патриарх с 21 февраля 2001.

## Биография
С 25 марта 1944 года — священник Коптской католической церкви.
С 8 мая 1967 года — епископ католического коптского диоцеза Луксора.
С 9 июня 1986 года — патриарх Коптской католической церкви.
С 21 февраля 2001 года — кардинал.
Ушел на покой 27 марта 2006 года.